# Olímpico de León
El Olímpico León es un equipo español de fútbol femenino de la ciudad de León, que actualmente juega en Primera Nacional Femenina de España. Juega sus partidos como local en el campo del Olímpico de León.

## Historia
El equipo fue fundado como Puente Castro FC, cambiando su nombre por León Fútbol Femenino en 1991. En 2018 cerró un acuerdo de absorción por el Olímpico de León, en la carretera a Carbajal de la Legua.

### Puente Castro FC (1986-1991)
El equipo León Fútbol Femenino quedó constituido el 11 de diciembre de 1986  con en nombre Club Deportivo Puente Castro Femenino cuya finalidad princpial, sin ánimo de lucro es la práctica de fútbol.
Su primera temporada deportiva fue la 86/87, participando en el Campeonato de fútbol femenino de la Federación Asturiana, al no existir en León ningún tipo de Liga de fútbol femenino, por falta de equipos participantes. 
Su segunda temporada deportiva fue la 87/88, en la que también participó en el Campeonato de fútbol de la Federación Asturiana.
En la cuarta temporada deportiva hubo cambios en la reestructuración de las divisiones del fútbol femenino y el Puente Castro fue uno de los nueve equipos fundadores de la Liga Nacional de fútbol femenino 1988/89.

### León Fútbol Femenino (1991-2017)
Permaneció en Primera Nacional hasta la temporada 2004-05, alcanzando las semifinales de la liga en 1990 y 1993 después descendió y permaneció en Segunda Nacional hasta la temporada 2012-13, descendiendo a Primera Regional. En esa temporada 2012–13 en segunda casi consigue la permanencia, al quedar en el puesto 11 tras ganar en la última jornada por 2-4 al Gijón FF y ganar el Olivo de Vigo 1-4 al Compostela, ambas condiciones necesarias para mantener la categoría, pero el Olivo de Vigo fue sancionado por alineación indebida y se le dio el partido por perdido, descendiendo de eso modo el León FF a la Primera División Regional.

### Olímpico de León (2017-actualidad)
Tras una temporada fantástica, el León FF logra el ansiado ascenso a la Segunda División del fútbol femenino en la temporada 2015-16 y pasa a ser propiedad en la 2017 del Olímpico de León.

## Datos y estadísticas del club
- Temporadas en 1.ª: 17
- Temporadas en 2.ª: 12
- Temporadas en 2.ª Federación: 1
- Temporadas en 3.ª Federación: 12
- Temporadas en 1.ª Regional: 3
- Mejor puesto en la liga:
- Peor puesto en la liga:
- Mejor temporada:
- Techo histórico en 1.º división:
- Más partidos disputados en el club:
- Máxima goleadora de la historia del club:

## Política de Club y Cantera
El Olímpico de León femenino nutre su plantilla entre jugadoras leonesas y algunas llegadas a la ciudad para estudiar Inef, favoreciendo la llegada a León de jugadoras con apenas 18 años y que en algunos casos dan el salto a la Superliga tras concluir su etapa en el Olímpico.
El Olímpico de León femenino cuenta con más de 150 las jugadoras que poseen ficha federada, 37 de ellas en sus dos equipos, 33 el Deportivo Femenino Trobajo tiene entre su primer equipo y el que milita en la categoría Alevín -único íntegramente femenino del fútbol base femenino de la ciudad de León-, 22 el Santa Ana y el Ponferrada 100 tiene otras 18. Son en total 110 jugadoras las que militan en estos clubes exclusivamente femeninos, pero a los que habría que sumar otro medio centenar que están inscritas en el resto de clubes, especialmente en el denominado fútbol-7, que juegan los pre-benjamines, benjamines y alevines -de 6 a 11 años-.

## Uniforme
- Uniforme titular: Camiseta azul, pantalón azul y medias azules.
- Uniforme alternativo: Camiseta amarilla, pantalón amarillo y medias amarillas.
- Patrocinador:
- Firma Deportiva:

## Presupuesto y patrocinadores
Además de una aportación del Ayuntamiento de León por cuantía de 9.500 €, el León Fútbol Femenino cuenta con los siguientes patrocinadores:
- Vidal
- Foster Hollywood
- H higueras
- Paso Honroso
- Maquinaria 74